# Paracladura trichoptera
Paracladura trichoptera je vrsta zimske muve iz porodice Trichoceridae.